# Museo de la Biodiversidad (España)
El Museo de la Biodiversidad es un museo de historia natural de la localidad de Ibi, Alicante (España). Su principal misión es concienciar a la sociedad de los valores de la conservación de los ecosistemas mediterráneos y de los problemas que actualmente constituyen una amenaza para las especies animales y vegetales que los habitan, así como la sensibilización sobre el comercio ilegal de especies y la introducción de especies foráneas. También ofrece formación pública sobre la importancia de adoptar conductas responsables y respetuosas con el medio ambiente, para contribuir a crear un entorno mejor conservado y más sostenible.
El Museo de la Biodiversidad es fruto del convenio suscrito por el la Concejalía de Medio Ambiente del Ayuntamiento de Ibi y la Universidad de Alicante (a través del Centro Iberoamericano de la Biodiversidad), y está patrocinado por la Fundación Biodiversidad del actual Ministerio para la Transición Ecológica (anteriormente Ministerio de Medio Ambiente).

## Actividades
Más allá de las exposiciones permanentes y temporales en distintas temáticas, el museo lleva a cabo diversas actividades, incluyendo jornadas de puertas abiertas, conferencias, talleres, salidas de campo y más, con el fin de mantenerse como espacio expositivo vivo, dinámico y participativo, y al mismo tiempo lograr los mejores resultados para la conservación de la biodiversidad.
Sus actividades se agrupan, grosso modo, en tres ámbitos:
- Divulgación y concienciación: A través de diversas salas, donde se pueden observar la fauna y flora de distintos ecosistemas, se pretende concienciar al público sobre la importancia de conservar la biodiversidad, los beneficios ambientales que aporta a la sociedad y los graves problemas que está provocando la desaparición de miles de especies.
- Participación ciudadana: Mantener el museo como un espacio expositivo vivo, dinámico y participativo es el principal objetivo marcado por el museo, y con este fin se llevan a cabo a lo largo del año exposiciones temporales y exposiciones itinerantes.
- Formación y sensibilización: En todas las salas del museo se trata de concienciar al visitante mediante la formación, siendo quizá la más singular y representativa en este ámbito la dedicada al tráfico ilegal de especies. En ella se muestra la grave amenaza que esta actividad ilícita supone para la superveniencia de miles de especies. Los países más afectados son los económicamente más desfavorecidos donde se destruyen sus ecosistemas y se extraen miles de ejemplares de fauna y flora para su comercialización en el mercado negro internacional.

## Exposiciones
Actualmente el museo cuenta con cuatro exposiciones permanentes:

#### Biodiversidad mediterránea
Representación de la fauna y la flora mediterránea a través de vitrinas que exhiben los principales hábitats y espacios naturales: humedales, estepas cerealistas y el monte mediterráneo. También se exponen los principales usos de ese mosaico formado por el bosque mediterráneo y los terrenos cultivados, que forman la base de una singular diversidad biológica que ha influenciado en el patrimonio etnobiológico y cultural de sus gentes..

#### Biodiversidad amenazada
Exposición que combina aspectos científicos y educativos que trata de las amenazas que suponen el comercio y tráfico ilegal de especies para la conservación de la biodiversidad. En ella se muestra de manera gráfica y explicativa los distintos problemas y la necesidad de establecer programas de cooperación con los países más afectados. También se exponen las amenazas de la introducción de especies exóticas y su impacto sobre la extinción de especies autóctonas. Se exhiben numerosos ejemplos de especies animales y vegetales, o bien sus restos, procedentes de las diferentes administraciones públicas encargadas de velar por el cumplimiento del convenio CITES.

#### Colores de la selva tropical iberoamericana
Exposición dedicada al ecosistema en el que se encuentra la mayor biodiversidad del planeta, la selva, que cubre cubre el seis por ciento de la superficie terrestre, siendo el bioma con mayor número de organismos y el hábitat de dos tercios de toda la biodiversidad del planeta. A través de esta exposición, centrada en las selvas iberoamericanas, se pretende mostrar esta riqueza, los numerosos recursos presentes en estos hábitats, las poblaciones que las habitan y especialmente la importancia de conservarlas, tratándose del ecosistema más amenazado del mundo.

#### La sabana africana
Exposición dedicada a la sabana africana, un ecosistema particularmente importante y representativo a nivel mundial, que además cuenta con una mayor variedad y riqueza faunística, lo cual hace que sea uno de los biomas más tenidos en cuenta para la conservación de la naturaleza a escala global.
Esta exposición es fruto de la firma del convenio de colaboración entre el Museo de la Biodiversidad y el Museo Nacional de Ciencias Naturales (MNCN) para el desarrollo de actividades científicas, expositivas y divulgativas, con especial atención al desarrollo e implementación de contenidos. A tal fin, el MNCN ha cedido al museo piezas de gran importancia, que forman parte de esta sala dedicada a la sabana africana.

### Exposiciones temporales
Las exposiciones temporales en el museo suelen realizarse a lo largo de varios meses, y hasta años, aunque existen también exposiciones itinerantes montadas a medida previa petición.
Exposiciones anteriores:
- Un viaje a los polos. Un mundo en peligro (2015)
- #Biodiversidad (2017-2018)
- Fibras vegetales, patrimonio natural y cultural. Esparto y otras fibras (2015 -2019)
- Los hongos, esa otra biodiversidad (2005-2019)
- Los insectos mueven el mundo (2019)